# Boissiera
Boissiera là một chi thực vật có hoa trong họ Hòa thảo (Poaceae).

## Loài
Chi Boissiera gồm các loài: